# 448 Natalie
A 448 Natalie (ideiglenes jelöléssel 1899 ET) a Naprendszer kisbolygóövében található aszteroida. Maximilian Franz Joseph Cornelius Wolf és Friedrich Karl Arnold Schwassmann fedezte fel 1899. október 27-én.